# Circunvalación sur de Bilbao
La  BI-10  o Circunvalación sur de Bilbao (hasta septiembre de 2019 denominada  A-8 ) es una carretera autonómica urbana gestionada por la Diputación Foral de Bizkaia. Se denomina «Circunvalación sur de Bilbao» y su longitud es de 11,5 km.
Hasta septiembre de 2019 este tramo de vía formaba parte de la «Autovía del Cantábrico  A-8 ». Unos cuantos años después de la construcción de la «Variante Sur Metropolitana de Bilbao AP-8», durante los cuales entre Santurce y Larraskitu convivieron la  A-8  y la  AP-8 , la Diputación Foral decidió cambiar la denominación de la « A-8  | Solución Sur» a « BI-10  | Circunvalación Sur de Bilbao», desviando definitivamente la Autovía/Autopista del Cantábrico por la Supersur y con ello todo el tráfico de paso que saturaba diversos puntos de la  BI-10 .
Comienza en su lado este en Miribilla en el enlace 115ABC dónde la  BI-10  se separa de la  AP-8  y termina en Santurce, dónde se une con la  AP-8 , la cual de ahí en adelante se denomina  A-8 .

## Tramos
| Denominación | Tramo | Kilómetros      | Año servicio / Estado (2025)                                                                       |
| ------------ | --- | --------------- | -------------------------------------------------------------------------------------------------- |
| A-8 BI-10    | Variante de Bilbao (Solución Sur) Tramo: Basauri - Recalde Tramo: Recalde - Baracaldo Enlace a San Mamés (desde Altamira) Supresión viaducto de Sabino Arana | 7,1 4,8 1,3 1,3 | 1975 1977 2013 2014                                                                                |
|              | Nueva variante de Recalde (nuevo túnel con 3 carriles por sentido)                                                                                           | 2,2             | En redacción de proyecto (pendiente someter a información pública) (pendiente licitación de obras) |

## Trayecto Miribilla >>> Santurce
| Velocidad | Esquema | Elemento | Salida | Enlace con | Observaciones                                                               |
| --------- | ------- | -------- | ------ | ---------- | --------------------------------------------------------------------------- |
|           |         |          |        |            | Inicio BI-10 en 1 de AP-8 E-70 Santander \| Valmaseda \| Santurce \| Portua |

## Trayecto Santurce >>> Miribilla

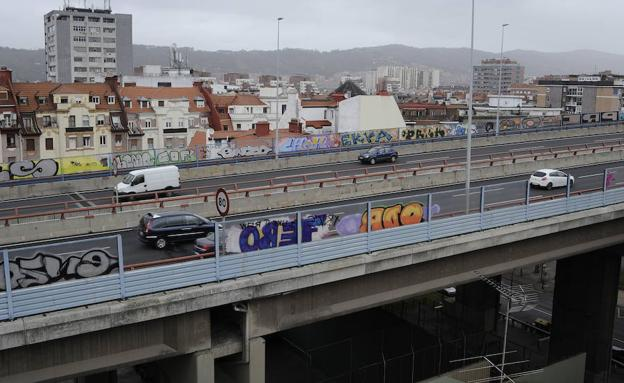
BI-10 a su paso por el barrio de Rekalde. Vecinos del barrio reclaman su demolición por el peligro que supone para los ciudadanos.

| Velocidad | Esquema | Elemento | Salida | Enlace con | Observaciones                                                                |
| --------- | ------- | -------- | ------ | ---------- | ---------------------------------------------------------------------------- |
|           |         |          |        |            | Inicio BI-10 en 10 de BI-628 Portugalete \| Sestao \| Ortuella \| Trapagaran |